# ابراهیم باره میاناسارا
ابراهیم باره میاناسارا (انگلیسی: Ibrahim Baré Maïnassara؛ ۹ مهٔ ۱۹۴۹ – ۹ آوریل ۱۹۹۹) یک افسر نظامی اهل نیجر بود که در کودتای ژانویه ۱۹۹۶ به قدرت رسید و تا زمان ترورش در کودتای نظامی آوریل ۱۹۹۹ در نیجر حکومت کرد.